# Claudio Cangiotti
Claudio Cangiotti (Genova, 7 novembre 1947 – Fidenza, 20 aprile 2012) è stato uno scacchista italiano.

## Carriera scacchistica
Claudio Cangiotti vinse nel 1974 il XXIV Campionato italiano di scacchi per corrispondenza. La sua vittoria è di particolare importanza nella storia degli scacchi italiana perché mise fine al dominio di Giorgio Porreca, che arrivava al XXIV Campionato dopo 7 vittorie di cui 6 consecutive. Il torneo fu deciso proprio dallo scontro diretto, nel quale Cangiotti batté Porreca, a cui sarebbe bastata una patta per diventare nuovamente campione.
Nel gioco a tavolino si ricorda una partita ricca di sacrifici e controsacrifici con il noto GM peruviano Esteban Canal, giocata al torneo internazionale di La Spezia del 1974.
È deceduto il 20 aprile 2012 in seguito ad un incidente automobilistico autostradale all'altezza di Fidenza.